# Pedaç ocular
|  | Per a altres significats, vegeu «pedaç». |

Un pedaç ocular o pegat a l'ull és un pedaç petit que s'utilitza per a cobrir un ull. Pot ser un pedaç de roba subjecte al voltant del cap per una cinta elàstica o per una corda o bé un embenat adhesiu. Sovint, és usat per la gent per a cobrir un ull perdut o malmès però també té un ús terapèutic en els nens per al tractament de l'ambliopia (ull mandrós).

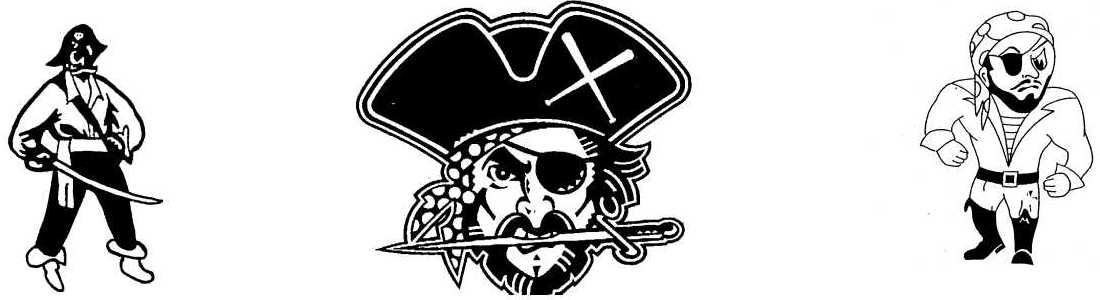
Imatges de pirates amb pegat a l'ull

## Història
En anys anteriors a la medicina i la cirurgia avançades, els pedaços a l'ull eren comuns. Eren particularment freqüents entre els membres d'ocupacions perilloses com ara la de pirata o la de ferrer. Avui, atès que una pròtesi d'ull és una cosa molt accessible, normalment una persona amb un pedaç a l'ull ja no és un element que vegem cada dia.

## Mariners

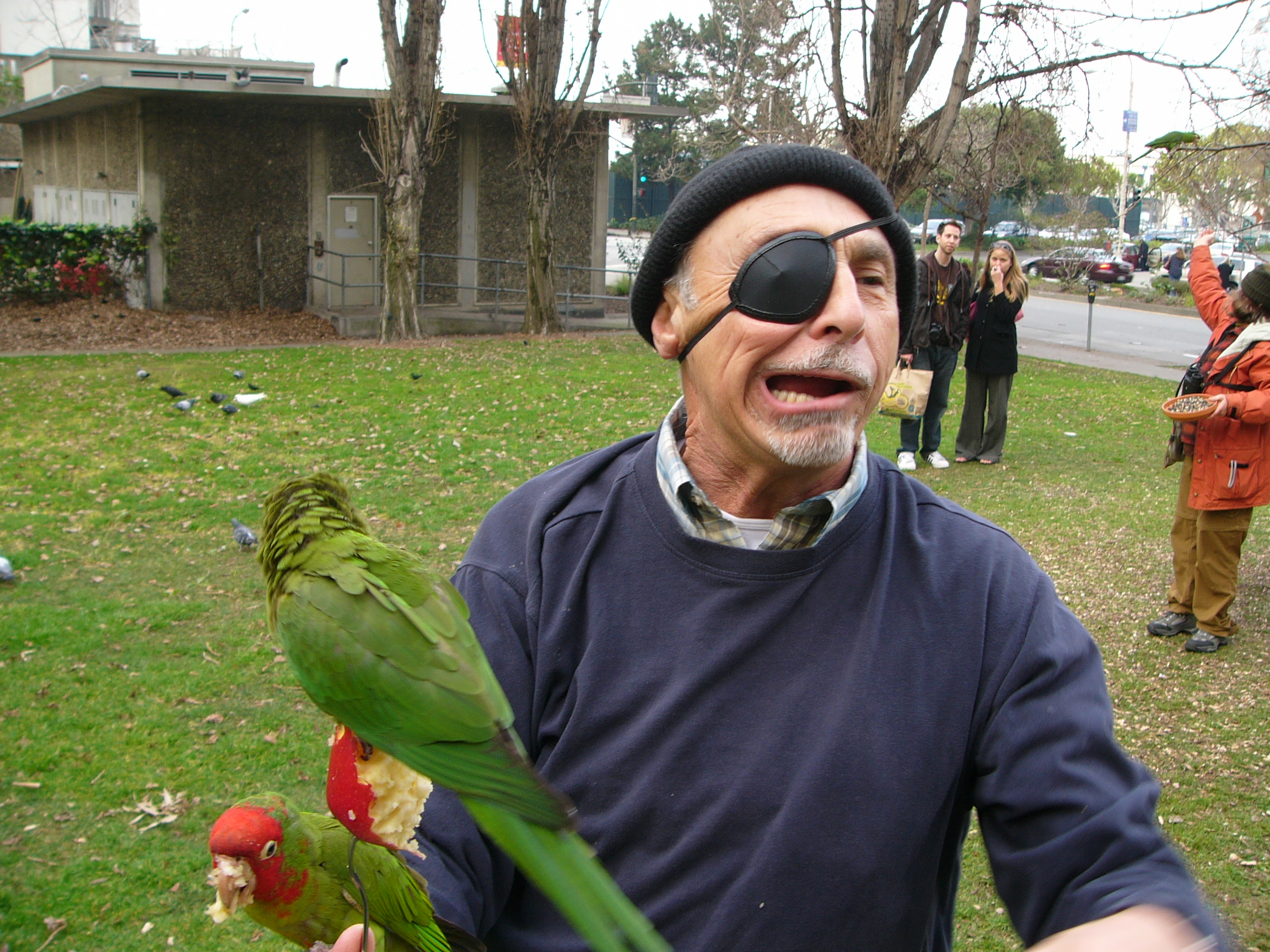
Home imitant a un pirata, amb pegat a l'ull

Un fet provat és que el pedaç a l'ull va tenir un altre propòsit més pràctic entre els mariners i pilots. Segons el mite, per als mariners que anaven sovint amunt i avall de la coberta (estereotipats pel pirata que portava un pedaç a l'ull), el pedaç servia per tenir un ull ajustat a la llum de la coberta superior i l'altre a la foscor per poder anar de sobte sota coberta i adaptar-se millor al canvi de lluminositat. El canvi de la intensa llum del sol sobre la coberta d'un vaixell en navegació, a la il·luminació feble de sota coberta podia requerir minuts d'ajustament. Amb pràcticament cap font de llum a sota coberta, els mariners haurien de confiar en una pesada adaptació de les seves pupil·les. En moments crítics com els canvis d'aparell en plena navegació o, especialment, durant una batalla, aquests minuts eren massa preciosos. Un canvi ràpid del pegat d'un ull a l'altre estalviava temps i resultava avantatjós sobre una ceguesa temporal en anar entre cobertes.
És per això que la representació tradicional d'un pirata inclou un pedaç negre sobre un ull.

## Pilots
De manera semblant, en temps dels pilots d'aeronaus també farien igual, volar a la nit sobre ciutats brillantment enceses. D'aquesta manera, un ull podria mirar cap a fora, i l'altre s'ajustaria a la il·luminació feble de la carlinga per llegir els instruments i els mapes sense il·luminació. Quan van arribar els llums amb bombetes vermelles, els instruments retroil·luminats i altres instruments moderns, ja no va ser necessari. Quan els vaixells i les naus van evolucionar cap a una bona il·luminació, normalment les reparacions es van convertir en cosa del passat.

## Ambliopia

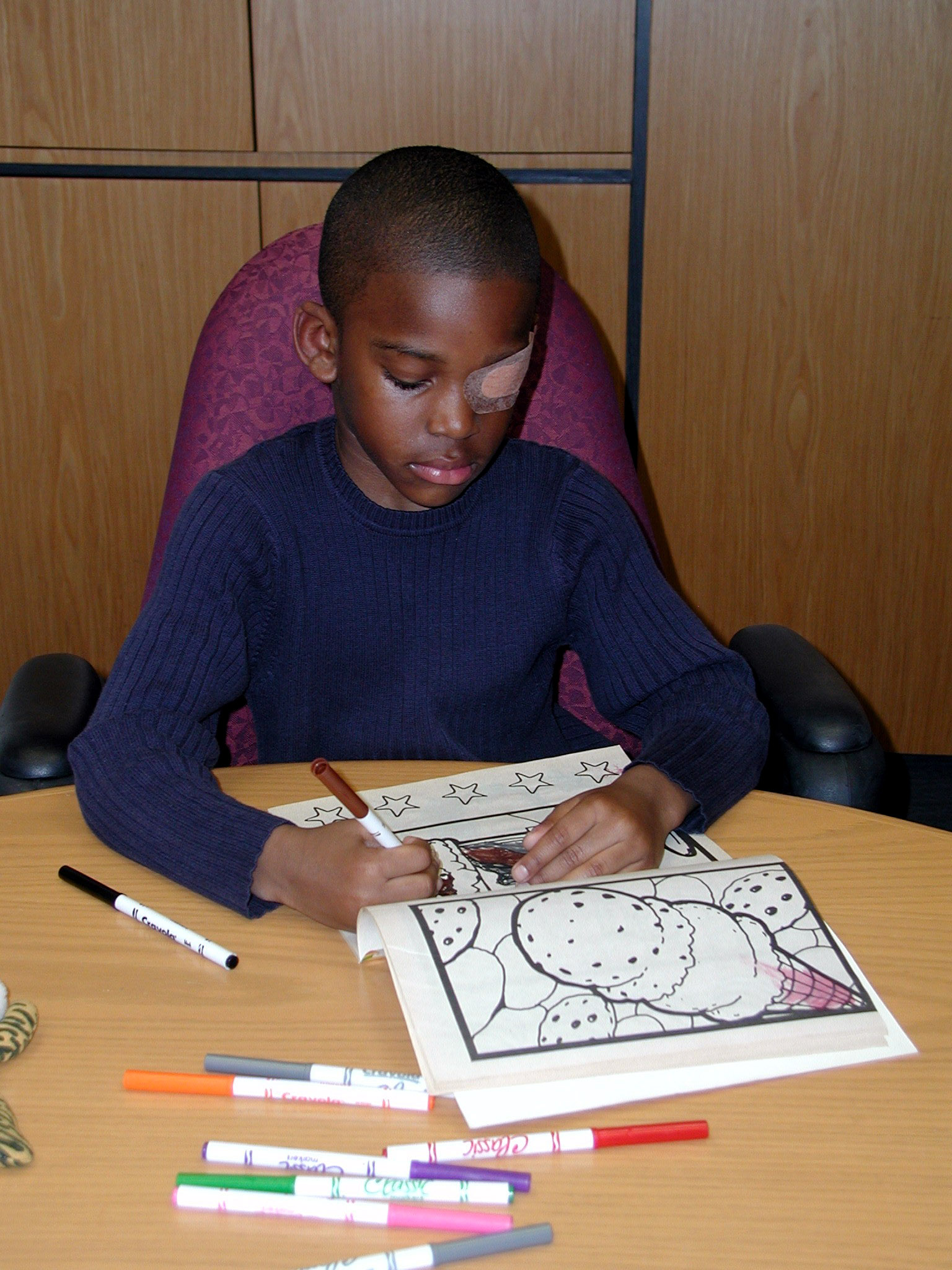
Infant amb pegat per curar ambliopia

El pegat per l'ull s'utilitza en el tractament de nens amb risc d'ambliopia ( ull mandrós ). Aquestes condicions poden causar la supressió visual de les imatges dissímils pel cervell, donant per resultat ceguesa en un ull que d'altra manera seria funcional. Cobert l'ull bo, l'ull amblíops es força a funcionar, fent que la visió sigui conservada.